# 松平忠寛
松平 忠寛、旧字体：松平 忠寬（まつだいら ただひろ）は、江戸時代後期の旗本。松平 外記（まつだいら げき）の通称で知られる。いわゆる千代田の刃傷の中心人物である。

## 略歴
桜井松平家の庶流（7代忠頼の次男・忠直が旗本となり、忠直の次子忠治が分家し、さらにそこから忠治の次男・忠輝が分家した家）・松平頼母忠順の子として誕生。
始めは内記と称し、後に外記と改める。11代将軍・徳川家斉に仕え、文化8年（1811年）、書院番士、蔵米300俵。几帳面で神経質、普段は穏やかだが癇性が強く、人付き合いが下手な人物だったとの証言がある。
また、西丸書院番の酒井山城守組は、古株による新参者へのいじめで有名な職場だった。着任早々に外記の父松平頼母の後押しによって、追鳥狩で勢子の指揮を執る拍子木役に抜擢されるが、慣習を無視したこの人事によって古株の反感を一身に浴びることとなった。文政6年（1823年）4月、駒場野の鳥狩にあたって非常な侮辱を被り、4月22日に同僚の本多伊織忠重、間部源十郎詮芳、沼間左京、戸田彦之進、神尾五郎三郎を殺傷し、切腹した。33歳であった。
池田吉十郎、小尾友之進などその場に居合わせた者は周章狼狽し、逃げ隠れ、殿中は大騒動であった。忠寛が部屋住であったため、父・忠順は職を免じられたが改易されず、忠寛の子の栄太郎が家を相続した。被害者らは免職、改易などされ、家禄は削減、あるいは没収など処罰を受けた。この事件は世間に喧伝され、文学、演劇などの素材となった。
戒名は歸元院隨譽即證不退。